# Zinaida Mareseva
Zinaida Ivanovna Mareseva (em russo: Зинаида Ивановна Маресева; 20 de junho de 1923 – 6 de agosto de 1943) foi uma paramédica e sargento-chefe do 214º Regimento de Fuzileiros da Guarda, pertencente à 73ª Divisão de Fuzileiros da Guarda durante a Segunda Guerra Mundial. Por seus atos de bravura em combate, recebeu postumamente o título de Heroína da União Soviética em 22 de fevereiro de 1944.

## Biografia
Mareseva nasceu em 20 de junho de 1923, em uma família russa na aldeia de Cherkaskoe, localizada no atual distrito de Volsky, na região de Saratov. Seu pai era pastor em uma fazenda coletiva. Após terminar o ensino médio, ela começou a cursar medicina, mas foi transferida para trabalhar em uma fábrica de cimento com o início da guerra.

## Segunda Guerra Mundial
Quando o pai de Mareseva foi enviado para a linha de frente após o início da participação soviética na guerra, ela fez repetidas solicitações para ingressar nas fileiras militares, depois que seu treinamento médico foi interrompido, mas foi inicialmente rejeitada. Eventualmente, ela se matriculou em cursos de enfermagem militar e, após concluir rapidamente seu treinamento médico, ingressou no Exército Vermelho em 1942. Foi enviada para a Frente Oriental no final de novembro daquele ano, como parte da 38ª Divisão de Fuzileiros, que mais tarde recebeu o título de Guarda e se tornou a 73ª Divisão de Fuzileiros da Guarda.
Ela lutou nas frentes de Stalingrado, Voronezh e Steppe como médica. Por suas ações de bravura em combate, em 8 de fevereiro de 1943, recebeu a Medalha "Por Mérito de Combate" e, posteriormente, a Ordem da Estrela Vermelha, após resgatar 38 soldados feridos na Batalha de Kursk. Em 1º de agosto de 1943, seu regimento recebeu a ordem de atravessar o rio Donets para alcançar o sul de Belgorod. A travessia, entre as cidades de Solomino e Toplinka, envolvia desviar de pesados ataques de artilharia e evitar o avanço de duas divisões de infantaria nazistas. A margem direita do rio estava repleta de minas terrestres e totalmente controlada pelo Eixo. Após uma longa batalha, os guardas soviéticos conseguiram tomar o controle de uma pequena parte da cabeça de ponte na margem direita. Apesar das pesadas perdas devido a bombardeios, tiros de morteiros e ataques aéreos, a unidade continuou com a ofensiva. Durante a batalha, Mareseva tratou dos soldados feridos e, quando o fogo cessou ao anoitecer, ela transportou os feridos para a segurança das trincheiras na margem esquerda do rio.
Em 2 de agosto, após diversas baixas devido a contra-ataques persistentes do Eixo, e após o oitavo contra-ataque, as forças soviéticas estavam tão enfraquecidas que uma unidade inimiga conseguiu contornar a posição dos soviéticos na margem esquerda do rio. Numericamente superados, os soviéticos começaram a recuar, o que era ilegal de acordo com a Ordem Nº 227, que exigia "Nenhum passo para trás!". Mareseva, ao perceber a aproximação dos nazistas nas trincheiras onde os soldados feridos estavam, convenceu os soldados em retirada a se virar e continuar lutando. Ela pegou sua pistola e correu em direção aos inimigos que se aproximavam. Na confrontação liderada por Mareseva, mais de 150 combatentes inimigos foram mortos, e os soviéticos conseguiram apreender oito metralhadoras, dois morteiros e 20 lançadores de granadas.

## Morte
Após liderar o ataque, ela carregou os feridos para fora do campo de batalha e continuou a prestar cuidados médicos. Com a vitória, os soviéticos conseguiram improvisar uma ponte pedonal mais segura para o transporte dos feridos para a margem esquerda, em vez de usar botes, mas a ponte foi destruída pelo fogo inimigo durante a noite. Na manhã de 3 de agosto, enquanto transportava os soldados feridos para a segurança das trincheiras na margem esquerda do rio, ela usou seu corpo como escudo humano para proteger seus companheiros de um ataque de morteiro e morreu devido aos ferimentos três dias depois.

## Homenagem
Ela foi declarada Heroína da União Soviética postumamente em 22 de fevereiro de 1944, por sua bravura durante a travessia do rio, ocasião em que tratou de 64 soldados feridos.